# Cornelis Bega
Cornelis Pietersz. Bega, eigenlijk Cornelis Pietersz. Begijn (Haarlem, 1631/1632 – 27 augustus 1664) was een Noord-Nederlands kunstschilder en graveur behorend tot de Hollandse School.

## Levensloop

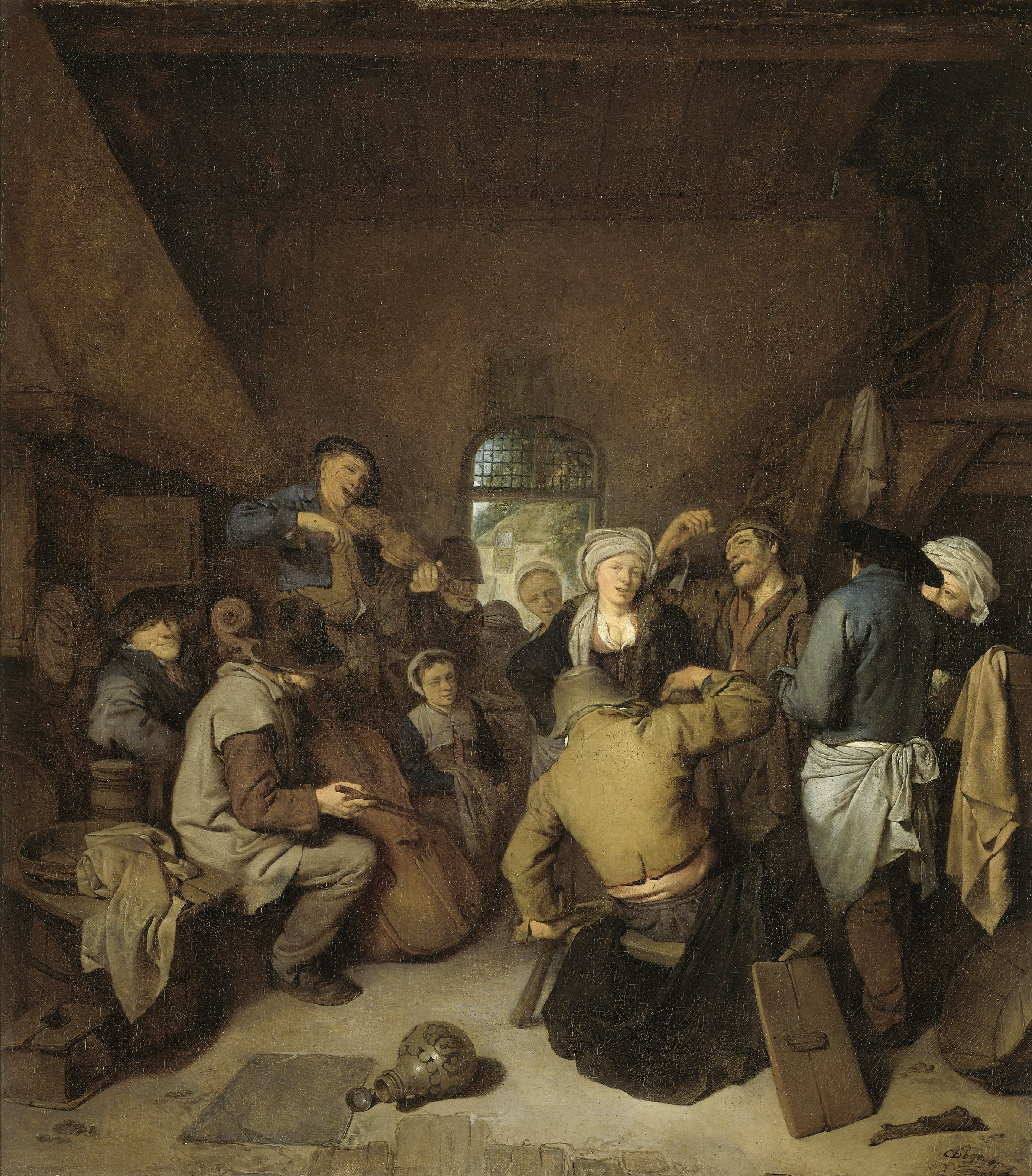
Musicerende en dansende boeren. 1650-1664. Amsterdam, Rijksmuseum Amsterdam.

Hij woonde en werkte in Haarlem en was een zoon van de beeldhouwer en goudsmit Pieter Jansz. Begijn. Zijn moeder Maria was dochter van de Haarlemse schilder Cornelis van Haarlem. Hij werd vanwege zijn losbandige manier van leven door zijn vader verstoten en nam vervolgens de naam Bega aan. Later werd hij een van de meest voorbeeldige leerlingen van Adriaen van Ostade.
Net als zijn leermeester specialiseerde hij zich in de genreschilderkunst. In tegenstelling tot Van Ostade hebben zijn werken echter een meer karikaturaal karakter, terwijl zijn manier van schilderen juist veel zwaarder en donkerder is. De 35 gravures die van hem bekend zijn, waaronder een aantal kopergravures, zijn van hetzelfde genre.
Van 1653 tot 1654 reisde hij samen met de schilders Dirck Helmbreeker, Vincent van der Vinne en Guillam Dubois door Duitsland, Zwitserland en Frankrijk. In 1654 werd hij toegelaten tot het Haarlemse Sint-Lucasgilde. Begin jaren 50 moet Bega bevriend zijn geweest met de schilder Leendert van der Cooghen, getuige een aantal portretten die hij van hem maakte. Na 1660 worden Bega's schilderijen kleurrijker en concentreerde hij zich meer op details en stofuitdrukking. Hij overleed op jonge leeftijd, vermoedelijk aan de pest.